# UTA航空772便爆破事件
UTA航空772便爆破事件（UTAこうくう772びんばくはじけん、英語: Union des Transports Aériens Flight 772）とはフランスの民間航空機に対し、リビアのテロリストによって行われた航空テロ事件である。

## 事件の概略

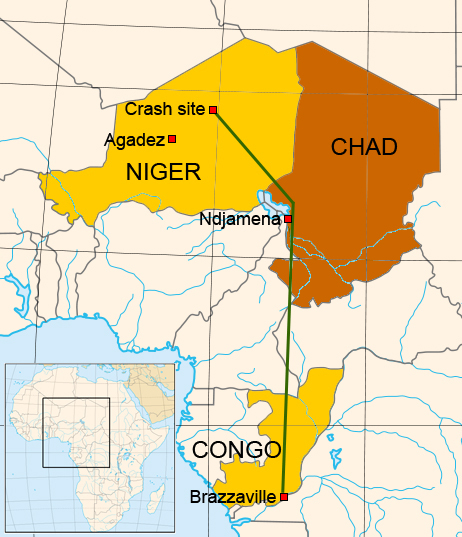
UTA機の飛行経路

1989年9月19日、コンゴ共和国・ブラザビルを出発しチャド・ンジャメナとフランス・マルセイユを経由してパリに向かう予定であった、UTA航空（後にエールフランスに吸収合併）772便（DC-10-30 機体記号:N54629）が、ンジャメナの空港を離陸後、35,000フィートを巡航中に貨物室内で爆発が発生し、操縦席付近が最初に分断した。
胴体などの主要部分はンジャメナの北西約650Kmニジェール中部ビルマ付近のサハラ砂漠に現地時間の午後1時35分頃に墜落した。この事故で乗員14名、乗客156名の合わせて170名全員が死亡した。また広い範囲に機体の残骸が散乱していた。

## 事故の背景
ブラザビルで搭乗しンジャメナで降りた乗客が持ち込んだ手荷物のスーツケースが爆発したためと推測されている。これは残骸から高性能爆弾ペンスリットが検出されたためである。
この事件は、フランス当局はリビアによって引き起こされたテロ事件としている。動機として、チャドに対するフランスの軍事的関与に対するリビアの反発があったとされる。
このためリビア人5名がテロに関与したとして告発され、2003年になって、リビア政府は事件に対する法的責任を認め、事件の犠牲者の家族に対して補償を行った。